# 64 f.Kr.

## Händelser

### Efter plats

#### Romerska republiken
- Tribunen Servilius Rullus föreslår en lag för att reformera jordbruket.
- Pompeius krossar kungariket Pontos, varvid Mithridates VI begår självmord efter att ha flytt till Krim.
- Pompeius annekterar det som återstår av seleukiderriket, varpå han erövrar Jerusalem och annekterar Judeen för Romerska rikets räkning.

#### Seleukiderriket
- Antiochos XIII avsätts, vilket anses som slutet för den seleukidiska dynastin.